# Atletiek op de Olympische Zomerspelen 2008 - 20 kilometer snelwandelen vrouwen
Het 20 kilometer snelwandelen voor vrouwen op de Olympische Spelen van 2008 in Peking vond plaats op 21 augustus op een wegparcours tussen het Nationale Stadion van Peking, waar start en finish waren, over de Zhongzhouweg. De start vond om 9.00 uur in de ochtend plaats.

## Kwalificatie
Elk Nationaal Olympisch Comité mocht drie atletes afvaardigen die in de kwalificatieperiode (1 september 2006 tot 23 juli 2008) aan de A-limiet voldeden (1:23.00). In plaats daarvan mocht een NOC ook één atlete afvaardigen, die in dezelfde kwalificatieperiode aan de B-limiet voldeed (1:24.30).

## Medailles
| Goud   | Olga Kaniskina  | RUS |
| Zilver | Kjersti Plätzer | NOR |
| Brons  | Elisa Rigaudo   | ITA |

## Records
Voor dit onderdeel waren het wereldrecord en olympisch record als volgt.
| Wereldrecord     | 1:25.41 | Olimpiada Ivanova | RUS | Helsinki | 7 augustus 2005   |
| Olympisch record | 1:29.05 | Wang Liping       | CHN | Sydney   | 28 september 2000 |

## Weersomstandigheden
Bij de start was het 21 °C met een luchtvochtigheid van 90%. De gehele wedstrijd werd in zware regen gewandeld.

## Uitslag
De volgende afkortingen worden gebruikt:
- OR Olympisch record
- NR Nationaal record
- PB Persoonlijke beste tijd
- =PB Evenaring persoonlijke beste tijd
- SB Beste seizoensprestatie
- ~ Waarschuwing voor verlies bodemcontact
- > Waarschuwing voor gebogen knie
- DNR Niet gefinisht
- DSQ Gediskwalificeerd

| Plaats | Naam                  | Nationaliteit | Resultaat | Waarschuwingen | Opmerkingen |
| ------ | --------------------- | ------------- | --------- | -------------- | ----------- |
| 1      | Olga Kaniskina        | RUS           | 1:26.31   | >              | OR          |
| 2      | Kjersti Plätzer       | NOR           | 1:27.07   | >              | NR          |
| 3      | Elisa Rigaudo         | ITA           | 1:27.12   |                | PB          |
| 4      | Liu Hong              | CHN           | 1:27.17   |                | PB          |
| 5      | María Vasco           | ESP           | 1:27.25   | > ~            | NR          |
| 6      | Beatriz Pascual       | ESP           | 1:27.44   |                | PB          |
| 7      | Olive Loughnane       | IRL           | 1:27.45   | ~              | PB          |
| 8      | Ana Cabecinha         | POR           | 1:27.46   |                | NR          |
| 9      | Athanasía Tsoumeléka  | GRE           | 1:27.54   |                | NR          |
| 10     | Vera Santos           | POR           | 1:28.14   |                | PB          |
| 11     | Ryta Toerava          | BLR           | 1:28.26   |                | SB          |
| 12     | Tatjana Sibileva      | RUS           | 1:28.28   |                | .           |
| 13     | Shi Na                | CHN           | 1:29.08   | ~              | SB          |
| 14     | Mayumi Kawasaki       | JPN           | 1:29.43   | ~              | .           |
| 15     | Sabine Zimmer         | GER           | 1:30.19   |                | .           |
| 16     | Sonata Milušauskaité  | LTU           | 1:30.26   |                | NR          |
| 17     | Vira Zozulya          | UKR           | 1:30.31   | >              | .           |
| 18     | María José Poves      | ESP           | 1:30.52   |                | .           |
| 19     | Kristina Saltanovic   | LTU           | 1:31.03   |                | SB          |
| 20     | Jane Saville          | AUS           | 1:31.17   | ~              | .           |
| 21     | Sylwia Korzeniowska   | POL           | 1:31.19   | ~              | .           |
| 22     | Johanna Jackson       | GBR           | 1:31.33   | ~ ~            | NR          |
| 23     | Melanie Seeger        | GER           | 1:31.56   |                | .           |
| 24     | Ana Maria Groza       | ROU           | 1:32.16   |                | .           |
| 25     | Evaggelía Xinoú       | GRE           | 1:32.19   |                | PB          |
| 26     | Sachiko Konishi       | JPN           | 1:32.21   |                | .           |
| 27     | Zuzana Schindlerová   | CZE           | 1:32.57   |                | PB          |
| 28     | Claire Woods          | AUS           | 1:33.02   | ~              | =PB         |
| 29     | Mi-Jung Kim           | KOR           | 1:33.55   |                | .           |
| 30     | Svetlana Tolstaya     | KAZ           | 1:34.03   |                | SB          |
| 31     | Joanne Dow            | USA           | 1:34.15   | ~              | SB          |
| 32     | Zuzana Malíková       | SVK           | 1:34.33   |                | SB          |
| 33     | Sniazhana Yurchanka   | BLR           | 1:35.33   |                | .           |
| 34     | Nadiya Prokopuk       | UKR           | 1:35.50   |                | .           |
| 35     | Sandra Zapata         | COL           | 1:36.18   | ~              | .           |
| 36     | Johana Ordóñez        | ECU           | 1:36.26   |                | .           |
| 37     | Tania Regina Spindler | BRA           | 1:36.46   |                | .           |
| 38     | Veronica Colindres    | ESA           | 1:36.52   |                | SB          |
| 39     | Edina Füsti           | HUN           | 1:37.03   |                | .           |
| 40     | Kellie Wapshott       | AUS           | 1:37.59   |                | .           |
| 41     | Déspina Zapounídou    | GRE           | 1:39.11   |                | .           |
| 42     | Jolanta Dukure        | LAT           | 1:41.03   |                | .           |
| 43     | Evelyn Nuñez          | GUA           | 1:44.13   |                | .           |
| –      | Elena Ginko           | BLR           | DSQ       | > > >          | .           |
| –      | Tatyana Kalmykova     | RUS           | DSQ       | ~ > >          | .           |
| –      | Yang Mingxia          | CHN           | DSQ       | ~ ~ ~          | .           |
| –      | Susana Feitor         | POR           | DNF       |                | .           |
| –      | Yufang Yuan           | MAS           | DNF       | >              | .           |